# Шпац, Вилли

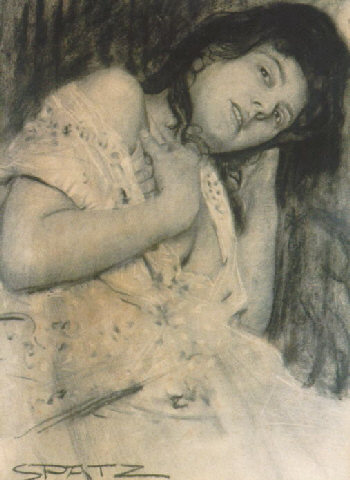
В.Шпац Портрет молодой женщины, уголь, картон

Вилли Шпац (нем. Willy Spatz, род. 7 сентября 1861 г. Дюссельдорф — ум. 4 августа 1931 г. Дюссельдорф) — немецкий живописец и график.

## Жизнь и творчество
В. Шпац был учеником И. П. Т. Янсена и Карла фон Марра в дюссельдорфской Академии искусств. С 1897 по 1926 год он сам преподаёт в Академии и занимает пост профессора отделения живописи. В.Шпац был одним из поздних представителей т. н. дюссельдорфской школы живописи. Художник заслужил известность благодаря своим монументальным произведениям настенной живописи на историческую тематику, а также крупноформатным историческим полотнам. Первым в этой серии был цикл настенной живописи для капеллы замка Бург на реке Вуппер (1899—1901). Последняя работа В.Шпаца такого рода — относящиеся к 1913 году пять произведений настенной живописи для Большого зала Высшего земельного суда Дюссельдорфа. Художник был членом союза художников Malkasten (Палитра) и, в 1900 году, членом редакционного совета журнала Die Rheinlande.
Работы В.Шпаца по мотивам исторических событий отличаются исключительной точностью в изображение деталей быта отдалённых эпох и всегда сопровождались тщательнейшим изучением источников и документов. Его художественный стиль в историческом жанре современники характеризовали как «дюссельдорфский неоромантизм». К сожалению, многие монументальные работы В.Шпаца были утрачены во время Второй мировой войны.